# Presa d'agulles

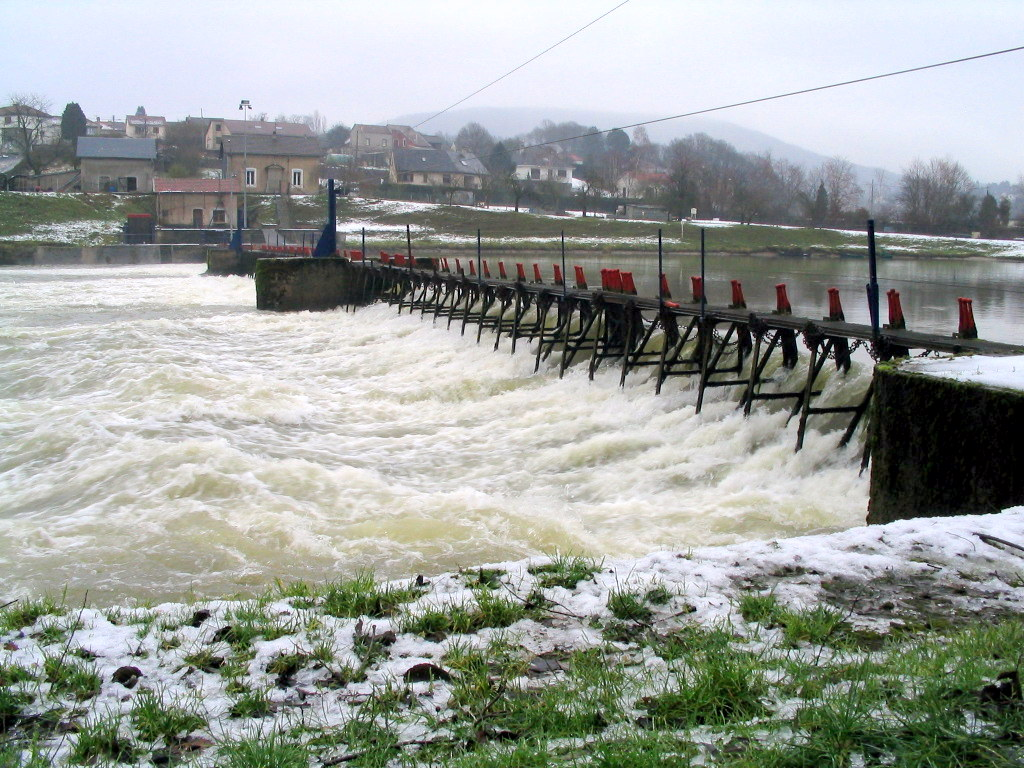
Una presa d'agulles accionada manualment a prop de Revin al Mosa, França

Una presa d'agulles és un presa dissenyada per mantenir el nivell o el cabal d'un riu mitjançant l'ús d'unes fines "agulles" de fusta. Les agulles estan recolzades contra un marc sòlid i no estan pensades per ser estanques. Es poden afegir o treure agulles individuals a mà per restringir o augmentar el cabal del riu, formant una comporta

## Origen
És un disseny de presa inventat per l'enginyer francès Charles Antoine François Poirée l'any 1834 conegut pel seu altre nom, Charles Poirée, cognom és sovint distorsionada en les fonts, en llatí hi ha Poire, Poiret, Poiré ) el 1834 (el 1826 segons el professor A. S. Aksamitny,"poc abans de 1840" segons altres fonts) i popular fins a principis del segle xx.

## Característiques

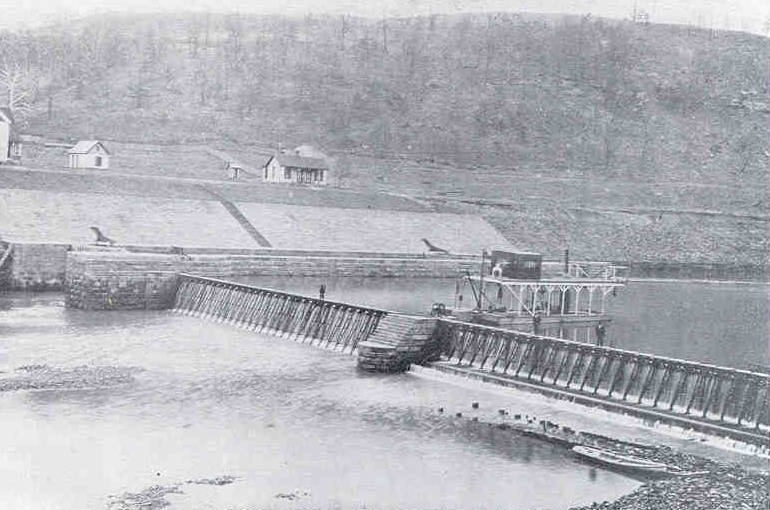
Presa de l'agulla a prop de Louisa, KY als Estats Units

Aquest tipus de presa, inspirat en els antics pertuis, va ampliar el sistema a tota l'amplada del llit, millorant considerablement la navegació fluvial a partir de mitjans del XIX XIX . . El primer va ser establert per Charles Antoine François Poirée sobre el Yonne, a Basseville, prop de Clamecy (Nièvre). El sistema Poirée consisteix en una cortina de taulons col·locats verticalment una al costat de l'altra i bloquejant el llit del riu. Aquests taulons o agulles de secció de 8 à 10 cm i 2 à 4 m de llargada, segons les preses, s'acostumen a un amortidor (o aldaba) de la bassa (a la part inferior) i a una passarel·la metàl·lica.
Aquestes poden pivotar per desaparèixer al fons en cas d'inundació i permetre el pas lliure a les aigües. Les encavallades estan connectades per una barra de suport que reté les agulles i una barra de reunió, a més constitueixen el pont de maniobra. Les agulles de la seva part superior tenen una forma que permet agafar fàcilment. No obstant això, és un treball tediós, llarg i perillós (es necessiten diverses hores i diversos homes per dur a terme la tasca). Aquest tipus de presa es substitueix ara per a tècniques més modernes i automàtiques ; en algunes preses encara existents, les agulles de fusta es substitueixen per agulles d'alumini farcides de poliestirè (per a la flotabilitat en cas de caiguda al riu), que pesen molt menys i són més fàcils de maniobrar.
Els sobreeixidors emprats en aquests tipus, abans populars, ara es conserven principalment com a objectes històrics, com la resclosa de Lucerna, on regula el nivell de l'aigua del llac de Lucerna, o la resclosa de Brandenburg a Spree prop de Neubrück, entre el 2015 i el 2019, on regula el nivell de l'aigua al riu entre la resclosa Beeskow i la resclosa de Neuhaus, de manera que el riu és navegable.

## Exemples

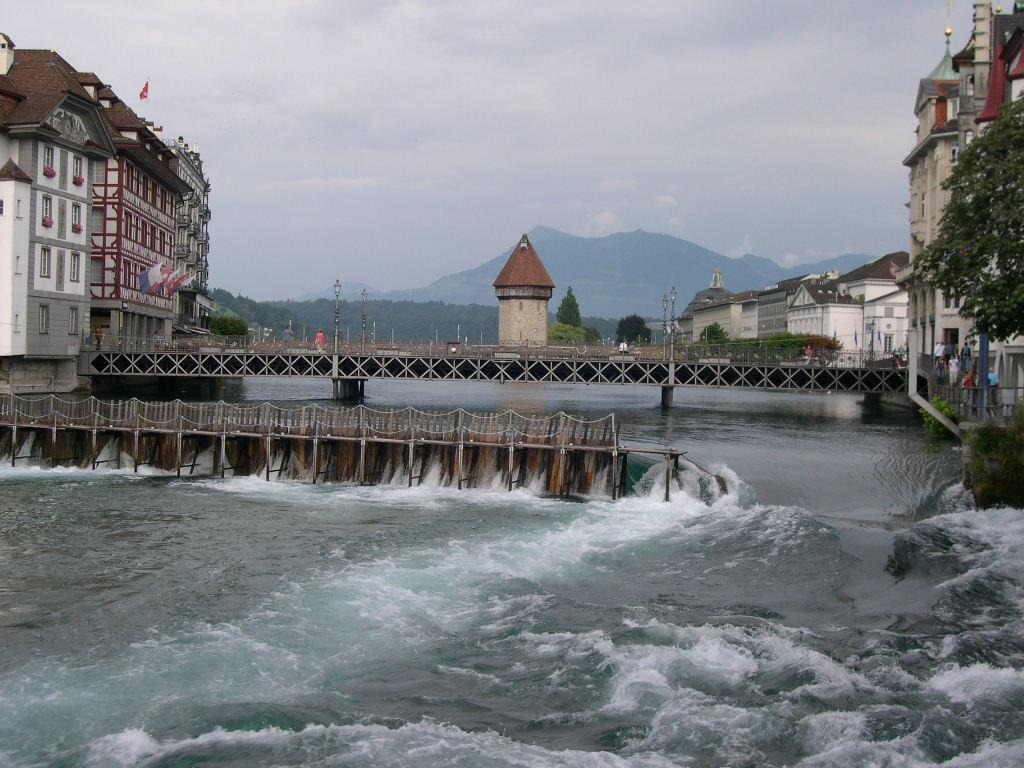
Presa de l'agulla al Reuss de Lucerna, Suïssa

- Una presa d'agulles primitiva manté el nivell del llac de Lucerna a Lucerna, Suïssa limitant el flux del Reuss, algunes encara estan en funcionament a la Mosa, França i d'altres van ser construïdes als Estats Units al segle XIX.
- Una presa d'agulles al riu Big Sandy, aigües avall de la ciutat de Louisa, Kentucky.
- Un enfocament similar, ara conegut com "paddle and rymer weirs", es va utilitzar des de l'època medieval al riu Tàmesi a Anglaterra per crear preses de flaix.[7]